# Tour des Alpes-Maritimes et du Var 2023
Tour des Alpes-Maritimes et du Var 2023 – 55. edycja wyścigu kolarskiego Tour des Alpes-Maritimes et du Var, która odbyła się w dniach od 17 do 19 lutego 2023 na liczącej 515 kilometrów trasie na terenie departamentów Alpy Nadmorskie oraz Var, składającej się z 3 etapów i biegnącej z miejscowości Saint-Raphaël do miejscowości Vence. Impreza kategorii 2.1 była częścią UCI Europe Tour 2023.

## Etapy
| Etap | Data   | Start – Meta                   | type        | Dystans (km) | Suma wzniesień (m) | Zwycięzca etapu        | Lider           |
| ---- | ------ | ------------------------------ | ----------- | ------------ | ------------------ | ---------------------- | --------------- |
| 1    | 17 lut | Saint-Raphaël – Ramatuelle     | pagórkowaty | 187          | 1935 m             | Kévin Vauquelin        | Kévin Vauquelin |
| 2    | 18 lut | Mandelieu-la-Napoule – Antibes | pagórkowaty | 179          | 2538 m             | Mattias Skjelmose      | Kévin Vauquelin |
| 3    | 19 lut | Villefranche-sur-Mer – Vence   | pagórkowaty | 139          | 2413 m             | Aurélien Paret-Peintre | Kévin Vauquelin |

## Uczestnicy

### Drużyny
| WorldTeams (7)- AG2R Citroën Team - Arkéa-Samsic - Cofidis - Groupama-FDJ - Trek-Segafredo - EF Education-EasyPost - Team DSM ProTeams (4)- TotalEnergies - Uno-X Pro Cycling Team - Q36.5 Pro Cycling Team - Bingoal WB Continental teams (7)- Lotto Dstny Development Team - Go Sport-Roubaix Lille Métropole - Saint Michel-Mavic-Auber 93 - Nice Métropole Côte d'Azur - CIC U Nantes Atlantique - Astana Qazaqstan Development Team - Leopard TOGT Pro Cycling |
| |

### Lista startowa
| Arkéa-Samsic ARK | Arkéa-Samsic ARK          | Arkéa-Samsic ARK |
| ---------------- | ------------------------- | ---------------- |
| Nr               | Kolarz                    | Miejsce          |
| 1                | Clément Russo (FRA)       | 79.              |
| 2                | Nacer Bouhanni (FRA)      | 78.              |
| 3                | Kévin Vauquelin (FRA)     | 1.               |
| 4                | Clément Champoussin (FRA) | 26.              |
| 5                | Donavan Grondin (FRA)     | 89.              |
| 6                | Maxime Bouet (FRA)        | 45.              |
| 7                | Alessandro Verre (ITA)    | 68.              |

| Groupama-FDJ GFC | Groupama-FDJ GFC      | Groupama-FDJ GFC |
| ---------------- | --------------------- | ---------------- |
| Nr               | Kolarz                | Miejsce          |
| 11               | David Gaudu (FRA)     | 7.               |
| 12               | Kevin Geniets (LUX)   | 4.               |
| 13               | Romain Grégoire (FRA) | 17.              |
| 14               | Rudy Molard (FRA)     | 12.              |
| 15               | Quentin Pacher (FRA)  | 35.              |
| 16               | Thibaut Pinot (FRA)   | 14.              |
| 17               | Samuel Watson (GBR)   | 56.              |

| Cofidis COF | Cofidis COF              | Cofidis COF |
| ----------- | ------------------------ | ----------- |
| Nr          | Kolarz                   | Miejsce     |
| 21          | Benjamin Thomas (FRA)    | 32.         |
| 22          | Bryan Coquard (FRA)      | 33.         |
| 23          | Piet Allegaert (BEL)     | 61.         |
| 24          | Davide Cimolai (ITA)     | 60.         |
| 25          | Alexandre Delettre (FRA) | 69.         |
| 26          | Victor Lafay (FRA)       | 13.         |
| 27          | Anthony Perez (FRA)      | 9.          |

| Trek-Segafredo TFS | Trek-Segafredo TFS      | Trek-Segafredo TFS |
| ------------------ | ----------------------- | ------------------ |
| Nr                 | Kolarz                  | Miejsce            |
| 31                 | Toms Skujiņš (LAT)      | 25.                |
| 32                 | Julien Bernard (FRA)    | 24.                |
| 33                 | Dario Cataldo (ITA)     | 51.                |
| 34                 | Kenny Elissonde (FRA)   | 21.                |
| 35                 | Alex Kirsch (LUX)       |                    |
| 36                 | Mattias Skjelmose (DEN) | 5.                 |

| AG2R Citroën Team ACT | AG2R Citroën Team ACT        | AG2R Citroën Team ACT |
| --------------------- | ---------------------------- | --------------------- |
| Nr                    | Kolarz                       | Miejsce               |
| 41                    | Franck Bonnamour (FRA)       | DNF-2                 |
| 42                    | Mikaël Cherel (FRA)          | 23.                   |
| 43                    | Felix Gall (AUT)             | 6.                    |
| 44                    | Aurélien Paret-Peintre (FRA) | 2.                    |
| 45                    | Pierre Gautherat (FRA)       | 59.                   |
| 46                    | Bastien Tronchon (FRA)       | 42.                   |
| 47                    | Clément Venturini (FRA)      | 29.                   |

| EF Education-EasyPost EFE | EF Education-EasyPost EFE      | EF Education-EasyPost EFE |
| ------------------------- | ------------------------------ | ------------------------- |
| Nr                        | Kolarz                         | Miejsce                   |
| 51                        | Esteban Chaves (COL)           | 28.                       |
| 52                        | Jonathan Caicedo (ECU)         | 52.                       |
| 53                        | Hugh Carthy (GBR)              | 15.                       |
| 54                        | Jefferson Alveiro Cepeda (ECU) | 47.                       |
| 55                        | Andrea Piccolo (ITA)           |                           |
| 56                        | Neilson Powless (USA)          | 3.                        |
| 57                        | James Shaw (GBR)               | 46.                       |

| Team DSM DSM | Team DSM DSM             | Team DSM DSM |
| ------------ | ------------------------ | ------------ |
| Nr           | Kolarz                   | Miejsce      |
| 61           | Romain Bardet (FRA)      | 8.           |
| 62           | Marco Brenner (GER)      | 66.          |
| 63           | Leon Heinschke (GER)     | 91.          |
| 64           | Lorenzo Milesi (ITA)     |              |
| 65           | Max Poole (GBR)          | 27.          |
| 66           | Florian Stork (GER)      |              |
| 67           | Henri Vandenabeele (BEL) | 55.          |

| Lotto Dstny Development Team LDD | Lotto Dstny Development Team LDD | Lotto Dstny Development Team LDD |
| -------------------------------- | -------------------------------- | -------------------------------- |
| Nr                               | Kolarz                           | Miejsce                          |
| 71                               | Lennert Van Eetvelt (BEL)        | 18.                              |
| 72                               | Ramses Debruyne (BEL)            | 50.                              |
| 73                               | Joshua Giddings (GBR)            |                                  |
| 74                               | Alec Segaert (BEL)               |                                  |
| 75                               | Jarne Van De Paar (BEL)          |                                  |
| 76                               | Lorenz Van De Wynkele (BEL)      |                                  |
| 77                               | Jago Willems (BEL)               | 64.                              |

| TotalEnergies TEN | TotalEnergies TEN        | TotalEnergies TEN |
| ----------------- | ------------------------ | ----------------- |
| Nr                | Kolarz                   | Miejsce           |
| 81                | Mathieu Burgaudeau (FRA) | 39.               |
| 82                | Fabien Doubey (FRA)      | 19.               |
| 83                | Sandy Dujardin (FRA)     | 79.               |
| 84                | Valentin Ferron (FRA)    | 31.               |
| 85                | Julien Simon (FRA)       | 34.               |
| 86                | Anthony Turgis (FRA)     |                   |
| 87                | Alexis Vuillermoz (FRA)  | 30.               |

| Uno-X Pro Cycling Team UXT | Uno-X Pro Cycling Team UXT       | Uno-X Pro Cycling Team UXT |
| -------------------------- | -------------------------------- | -------------------------- |
| Nr                         | Kolarz                           | Miejsce                    |
| 91                         | Jonas Gregaard (DEN)             | 22.                        |
| 92                         | Idar Andersen (NOR)              |                            |
| 93                         | Jacob Hindsgaul Madsen (DEN)     | 88.                        |
| 94                         | Ådne Holter (NOR)                | 70.                        |
| 95                         | Anders Halland Johannessen (NOR) |                            |
| 96                         | Torstein Træen (NOR)             | 10.                        |
| 97                         | Martin Urianstad (NOR)           | 43.                        |

| Q36.5 Pro Cycling Team Q36 | Q36.5 Pro Cycling Team Q36 | Q36.5 Pro Cycling Team Q36 |
| -------------------------- | -------------------------- | -------------------------- |
| Nr                         | Kolarz                     | Miejsce                    |
| 101                        | Negasi Abreha (ETH)        |                            |
| 102                        | Alessandro Fedeli (ITA)    | 57.                        |
| 103                        | Cyrus Monk (AUS)           | 81.                        |
| 104                        | Kamil Małecki (POL)        | 63.                        |
| 105                        | Tom Devriendt (BEL)        |                            |
| 106                        | Tobias Ludvigsson (SWE)    | 40.                        |
| 107                        | Matteo Moschetti (ITA)     | 80.                        |

| Bingoal WB BWB | Bingoal WB BWB            | Bingoal WB BWB |
| -------------- | ------------------------- | -------------- |
| Nr             | Kolarz                    | Miejsce        |
| 111            | Alexis Guérin (FRA)       | 58.            |
| 112            | Julian Mertens (BEL)      | 48.            |
| 113            | Rémy Mertz (BEL)          | 37.            |
| 114            | Dimitri Peyskens (BEL)    | 65.            |
| 115            | Marco Tizza (ITA)         | 16.            |
| 116            | Aaron Van der Beken (BEL) | 62.            |
| 117            | Nathan Vandepitte (FRA)   | 96.            |

| Go Sport-Roubaix Lille Métropole GRL | Go Sport-Roubaix Lille Métropole GRL | Go Sport-Roubaix Lille Métropole GRL |
| ------------------------------------ | ------------------------------------ | ------------------------------------ |
| Nr                                   | Kolarz                               | Miejsce                              |
| 121                                  | Célestin Guillon (FRA)               | DNF-2                                |
| 122                                  | Maxime Jarnet (FRA)                  | 54.                                  |
| 123                                  | Maximilien Juillard (FRA)            | 53.                                  |
| 124                                  | Samuel Leroux (FRA)                  | 85.                                  |
| 125                                  | Tom Mainguenaud (FRA)                | 74.                                  |
| 126                                  | Kenny Molly (BEL)                    | DNF-2                                |

| Saint Michel-Mavic-Auber 93 AUB | Saint Michel-Mavic-Auber 93 AUB | Saint Michel-Mavic-Auber 93 AUB |
| ------------------------------- | ------------------------------- | ------------------------------- |
| Nr                              | Kolarz                          | Miejsce                         |
| 131                             | Rudy Barbier (FRA)              |                                 |
| 132                             | Romain Cardis (FRA)             | 41.                             |
| 133                             | Nicolas Debeaumarché (FRA)      |                                 |
| 134                             | Théo Delacroix (FRA)            | DNF-2                           |
| 135                             | Joris Delbove (FRA)             |                                 |
| 136                             | Anthony Maldonado (FRA)         |                                 |
| 137                             | Flavien Maurelet (FRA)          |                                 |

| Leopard TOGT Pro Cycling LTP | Leopard TOGT Pro Cycling LTP     | Leopard TOGT Pro Cycling LTP |
| ---------------------------- | -------------------------------- | ---------------------------- |
| Nr                           | Kolarz                           | Miejsce                      |
| 141                          | Mathias Bregnhøj (DEN)           | 11.                          |
| 142                          | Oliver Knudsen (DEN)             | 87.                          |
| 143                          | Andreas Stokbro (DEN)            | 49.                          |
| 144                          | Mads Østergaard Kristensen (DEN) | 98.                          |
| 145                          | Emil Vinjebo (DEN)               |                              |
| 146                          | Cedric Pries (LUX)               | 97.                          |
| 147                          | Colin Heiderscheid (LUX)         | 95.                          |

| Astana Qazaqstan Development Team AQD | Astana Qazaqstan Development Team AQD | Astana Qazaqstan Development Team AQD |
| ------------------------------------- | ------------------------------------- | ------------------------------------- |
| Nr                                    | Kolarz                                | Miejsce                               |
| 151                                   | Nicolas Winokurow (KAZ)               | 92.                                   |
| 152                                   | Harold Martín López (ECU)             | 38.                                   |
| 153                                   | Alexander Winokurow (KAZ)             | 99.                                   |
| 154                                   | Jewgienij Gidicz (KAZ)                | 93.                                   |
| 155                                   | Daniił Pronski (KAZ)                  | 73.                                   |
| 156                                   | Andrey Remkhe (KAZ)                   | 82.                                   |
| 157                                   | Andriej Zejc (KAZ)                    | 86.                                   |

| CIC U Nantes Atlantique UCN | CIC U Nantes Atlantique UCN | CIC U Nantes Atlantique UCN |
| --------------------------- | --------------------------- | --------------------------- |
| Nr                          | Kolarz                      | Miejsce                     |
| 161                         | Jordan Jegat (FRA)          | 36.                         |
| 162                         | Yaël Joalland (FRA)         | 77.                         |
| 163                         | Léo Danès (FRA)             |                             |
| 164                         | Maël Guégan (FRA)           | 84.                         |
| 165                         | Robin Plamondon (CAN)       | 44.                         |
| 166                         | Lucas Bourgoyne (USA)       |                             |
| 167                         | Emmanuel Morin (FRA)        |                             |

| Nice Métropole Côte d'Azur NMC | Nice Métropole Côte d'Azur NMC | Nice Métropole Côte d'Azur NMC |
| ------------------------------ | ------------------------------ | ------------------------------ |
| Nr                             | Kolarz                         | Miejsce                        |
| 171                            | Jonathan Couanon (FRA)         | 71.                            |
| 172                            | Tristan Delacroix (FRA)        | 2.                             |
| 173                            | Damien Girard (FRA)            | 83.                            |
| 174                            | Jean Goubert (FRA)             | 76.                            |
| 175                            | Jean-Louis Le Ny (FRA)         | 72.                            |
| 176                            | Andrea Mifsud                  |                                |
| 177                            | Maxime Urruty (FRA)            | 75.                            |

| Arkéa-Samsic ARK | Arkéa-Samsic ARK          | Arkéa-Samsic ARK |
| ---------------- | ------------------------- | ---------------- |
| Nr               | Kolarz                    | Miejsce          |
| 1                | Clément Russo (FRA)       | 79.              |
| 2                | Nacer Bouhanni (FRA)      | 78.              |
| 3                | Kévin Vauquelin (FRA)     | 1.               |
| 4                | Clément Champoussin (FRA) | 26.              |
| 5                | Donavan Grondin (FRA)     | 89.              |
| 6                | Maxime Bouet (FRA)        | 45.              |
| 7                | Alessandro Verre (ITA)    | 68.              |

| Groupama-FDJ GFC | Groupama-FDJ GFC      | Groupama-FDJ GFC |
| ---------------- | --------------------- | ---------------- |
| Nr               | Kolarz                | Miejsce          |
| 11               | David Gaudu (FRA)     | 7.               |
| 12               | Kevin Geniets (LUX)   | 4.               |
| 13               | Romain Grégoire (FRA) | 17.              |
| 14               | Rudy Molard (FRA)     | 12.              |
| 15               | Quentin Pacher (FRA)  | 35.              |
| 16               | Thibaut Pinot (FRA)   | 14.              |
| 17               | Samuel Watson (GBR)   | 56.              |

| Cofidis COF | Cofidis COF              | Cofidis COF |
| ----------- | ------------------------ | ----------- |
| Nr          | Kolarz                   | Miejsce     |
| 21          | Benjamin Thomas (FRA)    | 32.         |
| 22          | Bryan Coquard (FRA)      | 33.         |
| 23          | Piet Allegaert (BEL)     | 61.         |
| 24          | Davide Cimolai (ITA)     | 60.         |
| 25          | Alexandre Delettre (FRA) | 69.         |
| 26          | Victor Lafay (FRA)       | 13.         |
| 27          | Anthony Perez (FRA)      | 9.          |

| Trek-Segafredo TFS | Trek-Segafredo TFS      | Trek-Segafredo TFS |
| ------------------ | ----------------------- | ------------------ |
| Nr                 | Kolarz                  | Miejsce            |
| 31                 | Toms Skujiņš (LAT)      | 25.                |
| 32                 | Julien Bernard (FRA)    | 24.                |
| 33                 | Dario Cataldo (ITA)     | 51.                |
| 34                 | Kenny Elissonde (FRA)   | 21.                |
| 35                 | Alex Kirsch (LUX)       |                    |
| 36                 | Mattias Skjelmose (DEN) | 5.                 |

| AG2R Citroën Team ACT | AG2R Citroën Team ACT        | AG2R Citroën Team ACT |
| --------------------- | ---------------------------- | --------------------- |
| Nr                    | Kolarz                       | Miejsce               |
| 41                    | Franck Bonnamour (FRA)       | DNF-2                 |
| 42                    | Mikaël Cherel (FRA)          | 23.                   |
| 43                    | Felix Gall (AUT)             | 6.                    |
| 44                    | Aurélien Paret-Peintre (FRA) | 2.                    |
| 45                    | Pierre Gautherat (FRA)       | 59.                   |
| 46                    | Bastien Tronchon (FRA)       | 42.                   |
| 47                    | Clément Venturini (FRA)      | 29.                   |

| EF Education-EasyPost EFE | EF Education-EasyPost EFE      | EF Education-EasyPost EFE |
| ------------------------- | ------------------------------ | ------------------------- |
| Nr                        | Kolarz                         | Miejsce                   |
| 51                        | Esteban Chaves (COL)           | 28.                       |
| 52                        | Jonathan Caicedo (ECU)         | 52.                       |
| 53                        | Hugh Carthy (GBR)              | 15.                       |
| 54                        | Jefferson Alveiro Cepeda (ECU) | 47.                       |
| 55                        | Andrea Piccolo (ITA)           |                           |
| 56                        | Neilson Powless (USA)          | 3.                        |
| 57                        | James Shaw (GBR)               | 46.                       |

| Team DSM DSM | Team DSM DSM             | Team DSM DSM |
| ------------ | ------------------------ | ------------ |
| Nr           | Kolarz                   | Miejsce      |
| 61           | Romain Bardet (FRA)      | 8.           |
| 62           | Marco Brenner (GER)      | 66.          |
| 63           | Leon Heinschke (GER)     | 91.          |
| 64           | Lorenzo Milesi (ITA)     |              |
| 65           | Max Poole (GBR)          | 27.          |
| 66           | Florian Stork (GER)      |              |
| 67           | Henri Vandenabeele (BEL) | 55.          |

| Lotto Dstny Development Team LDD | Lotto Dstny Development Team LDD | Lotto Dstny Development Team LDD |
| -------------------------------- | -------------------------------- | -------------------------------- |
| Nr                               | Kolarz                           | Miejsce                          |
| 71                               | Lennert Van Eetvelt (BEL)        | 18.                              |
| 72                               | Ramses Debruyne (BEL)            | 50.                              |
| 73                               | Joshua Giddings (GBR)            |                                  |
| 74                               | Alec Segaert (BEL)               |                                  |
| 75                               | Jarne Van De Paar (BEL)          |                                  |
| 76                               | Lorenz Van De Wynkele (BEL)      |                                  |
| 77                               | Jago Willems (BEL)               | 64.                              |

| TotalEnergies TEN | TotalEnergies TEN        | TotalEnergies TEN |
| ----------------- | ------------------------ | ----------------- |
| Nr                | Kolarz                   | Miejsce           |
| 81                | Mathieu Burgaudeau (FRA) | 39.               |
| 82                | Fabien Doubey (FRA)      | 19.               |
| 83                | Sandy Dujardin (FRA)     | 79.               |
| 84                | Valentin Ferron (FRA)    | 31.               |
| 85                | Julien Simon (FRA)       | 34.               |
| 86                | Anthony Turgis (FRA)     |                   |
| 87                | Alexis Vuillermoz (FRA)  | 30.               |

| Uno-X Pro Cycling Team UXT | Uno-X Pro Cycling Team UXT       | Uno-X Pro Cycling Team UXT |
| -------------------------- | -------------------------------- | -------------------------- |
| Nr                         | Kolarz                           | Miejsce                    |
| 91                         | Jonas Gregaard (DEN)             | 22.                        |
| 92                         | Idar Andersen (NOR)              |                            |
| 93                         | Jacob Hindsgaul Madsen (DEN)     | 88.                        |
| 94                         | Ådne Holter (NOR)                | 70.                        |
| 95                         | Anders Halland Johannessen (NOR) |                            |
| 96                         | Torstein Træen (NOR)             | 10.                        |
| 97                         | Martin Urianstad (NOR)           | 43.                        |

| Q36.5 Pro Cycling Team Q36 | Q36.5 Pro Cycling Team Q36 | Q36.5 Pro Cycling Team Q36 |
| -------------------------- | -------------------------- | -------------------------- |
| Nr                         | Kolarz                     | Miejsce                    |
| 101                        | Negasi Abreha (ETH)        |                            |
| 102                        | Alessandro Fedeli (ITA)    | 57.                        |
| 103                        | Cyrus Monk (AUS)           | 81.                        |
| 104                        | Kamil Małecki (POL)        | 63.                        |
| 105                        | Tom Devriendt (BEL)        |                            |
| 106                        | Tobias Ludvigsson (SWE)    | 40.                        |
| 107                        | Matteo Moschetti (ITA)     | 80.                        |

| Bingoal WB BWB | Bingoal WB BWB            | Bingoal WB BWB |
| -------------- | ------------------------- | -------------- |
| Nr             | Kolarz                    | Miejsce        |
| 111            | Alexis Guérin (FRA)       | 58.            |
| 112            | Julian Mertens (BEL)      | 48.            |
| 113            | Rémy Mertz (BEL)          | 37.            |
| 114            | Dimitri Peyskens (BEL)    | 65.            |
| 115            | Marco Tizza (ITA)         | 16.            |
| 116            | Aaron Van der Beken (BEL) | 62.            |
| 117            | Nathan Vandepitte (FRA)   | 96.            |

| Go Sport-Roubaix Lille Métropole GRL | Go Sport-Roubaix Lille Métropole GRL | Go Sport-Roubaix Lille Métropole GRL |
| ------------------------------------ | ------------------------------------ | ------------------------------------ |
| Nr                                   | Kolarz                               | Miejsce                              |
| 121                                  | Célestin Guillon (FRA)               | DNF-2                                |
| 122                                  | Maxime Jarnet (FRA)                  | 54.                                  |
| 123                                  | Maximilien Juillard (FRA)            | 53.                                  |
| 124                                  | Samuel Leroux (FRA)                  | 85.                                  |
| 125                                  | Tom Mainguenaud (FRA)                | 74.                                  |
| 126                                  | Kenny Molly (BEL)                    | DNF-2                                |

| Saint Michel-Mavic-Auber 93 AUB | Saint Michel-Mavic-Auber 93 AUB | Saint Michel-Mavic-Auber 93 AUB |
| ------------------------------- | ------------------------------- | ------------------------------- |
| Nr                              | Kolarz                          | Miejsce                         |
| 131                             | Rudy Barbier (FRA)              |                                 |
| 132                             | Romain Cardis (FRA)             | 41.                             |
| 133                             | Nicolas Debeaumarché (FRA)      |                                 |
| 134                             | Théo Delacroix (FRA)            | DNF-2                           |
| 135                             | Joris Delbove (FRA)             |                                 |
| 136                             | Anthony Maldonado (FRA)         |                                 |
| 137                             | Flavien Maurelet (FRA)          |                                 |

| Leopard TOGT Pro Cycling LTP | Leopard TOGT Pro Cycling LTP     | Leopard TOGT Pro Cycling LTP |
| ---------------------------- | -------------------------------- | ---------------------------- |
| Nr                           | Kolarz                           | Miejsce                      |
| 141                          | Mathias Bregnhøj (DEN)           | 11.                          |
| 142                          | Oliver Knudsen (DEN)             | 87.                          |
| 143                          | Andreas Stokbro (DEN)            | 49.                          |
| 144                          | Mads Østergaard Kristensen (DEN) | 98.                          |
| 145                          | Emil Vinjebo (DEN)               |                              |
| 146                          | Cedric Pries (LUX)               | 97.                          |
| 147                          | Colin Heiderscheid (LUX)         | 95.                          |

| Astana Qazaqstan Development Team AQD | Astana Qazaqstan Development Team AQD | Astana Qazaqstan Development Team AQD |
| ------------------------------------- | ------------------------------------- | ------------------------------------- |
| Nr                                    | Kolarz                                | Miejsce                               |
| 151                                   | Nicolas Winokurow (KAZ)               | 92.                                   |
| 152                                   | Harold Martín López (ECU)             | 38.                                   |
| 153                                   | Alexander Winokurow (KAZ)             | 99.                                   |
| 154                                   | Jewgienij Gidicz (KAZ)                | 93.                                   |
| 155                                   | Daniił Pronski (KAZ)                  | 73.                                   |
| 156                                   | Andrey Remkhe (KAZ)                   | 82.                                   |
| 157                                   | Andriej Zejc (KAZ)                    | 86.                                   |

| CIC U Nantes Atlantique UCN | CIC U Nantes Atlantique UCN | CIC U Nantes Atlantique UCN |
| --------------------------- | --------------------------- | --------------------------- |
| Nr                          | Kolarz                      | Miejsce                     |
| 161                         | Jordan Jegat (FRA)          | 36.                         |
| 162                         | Yaël Joalland (FRA)         | 77.                         |
| 163                         | Léo Danès (FRA)             |                             |
| 164                         | Maël Guégan (FRA)           | 84.                         |
| 165                         | Robin Plamondon (CAN)       | 44.                         |
| 166                         | Lucas Bourgoyne (USA)       |                             |
| 167                         | Emmanuel Morin (FRA)        |                             |

| Nice Métropole Côte d'Azur NMC | Nice Métropole Côte d'Azur NMC | Nice Métropole Côte d'Azur NMC |
| ------------------------------ | ------------------------------ | ------------------------------ |
| Nr                             | Kolarz                         | Miejsce                        |
| 171                            | Jonathan Couanon (FRA)         | 71.                            |
| 172                            | Tristan Delacroix (FRA)        | 2.                             |
| 173                            | Damien Girard (FRA)            | 83.                            |
| 174                            | Jean Goubert (FRA)             | 76.                            |
| 175                            | Jean-Louis Le Ny (FRA)         | 72.                            |
| 176                            | Andrea Mifsud                  |                                |
| 177                            | Maxime Urruty (FRA)            | 75.                            |

Legenda: DNF – nie ukończył etapu, OTL – przekroczył limit czasu, DNS – nie wystartował do etapu, DSQ – zdyskwalifikowany. Numer przy skrócie oznacza etap, na którym kolarz opuścił wyścig.

## Wyniki etapów

### Etap 1
| Saint-Raphaël - Ramatuelle | pagórkowaty | (187 km) |

| \| Klasyfikacja etapu \| Klasyfikacja etapu \| Klasyfikacja etapu \| Klasyfikacja etapu \| Klasyfikacja etapu \| \| Kolarz \| Kolarz \| Państwo \| Drużyna \| Czas \| \| ------------------ \| ---------------------- \| ------------------ \| --------------------- \| ------------------ \| \| 1. \| Kévin Vauquelin \| Francja \| Arkéa-Samsic \| 4h 23' 07" \| \| 2. \| Neilson Powless \| Stany Zjednoczone \| EF Education-EasyPost \| + 5" \| \| 3. \| Kevin Geniets \| Luksemburg \| Groupama-FDJ \| + 5" \| \| 4. \| Aurélien Paret-Peintre \| Francja \| AG2R Citroën Team \| + 9" \| \| 5. \| Bryan Coquard \| Francja \| Cofidis \| + 25" \| \| 6. \| Anthony Turgis \| Francja \| TotalEnergies \| + 25" \| \| 7. \| Nacer Bouhanni \| Francja \| Arkéa-Samsic \| + 25" \| \| 8. \| Anthony Perez \| Francja \| Cofidis \| + 25" \| \| 9. \| Marco Tizza \| Włochy \| Bingoal WB \| + 25" \| \| 10. \| Clément Russo \| Francja \| Arkéa-Samsic \| + 25" \| |                        |                   |                       |            |
| |                        |                   |                       |            |
| |                        |                   |                       |            |
| Klasyfikacja etapu |                        |                   |                       |            |
| Kolarz | Kolarz                 | Państwo           | Drużyna               | Czas       |
| 1. | Kévin Vauquelin        | Francja           | Arkéa-Samsic          | 4h 23' 07" |
| 2. | Neilson Powless        | Stany Zjednoczone | EF Education-EasyPost | + 5"       |
| 3. | Kevin Geniets          | Luksemburg        | Groupama-FDJ          | + 5"       |
| 4. | Aurélien Paret-Peintre | Francja           | AG2R Citroën Team     | + 9"       |
| 5. | Bryan Coquard          | Francja           | Cofidis               | + 25"      |
| 6. | Anthony Turgis         | Francja           | TotalEnergies         | + 25"      |
| 7. | Nacer Bouhanni         | Francja           | Arkéa-Samsic          | + 25"      |
| 8. | Anthony Perez          | Francja           | Cofidis               | + 25"      |
| 9. | Marco Tizza            | Włochy            | Bingoal WB            | + 25"      |
| 10. | Clément Russo          | Francja           | Arkéa-Samsic          | + 25"      |

| \| Klasyfikacja generalna \| Klasyfikacja generalna \| Klasyfikacja generalna \| Klasyfikacja generalna \| Klasyfikacja generalna \| \| Kolarz \| Kolarz \| Państwo \| Drużyna \| Czas \| \| ---------------------- \| ---------------------- \| ---------------------- \| ---------------------- \| ---------------------- \| \| 1. \| Kévin Vauquelin \| Francja \| Arkéa-Samsic \| 4h 22' 57" \| \| 2. \| Neilson Powless \| Stany Zjednoczone \| EF Education-EasyPost \| + 9" \| \| 3. \| Kevin Geniets \| Luksemburg \| Groupama-FDJ \| + 11" \| \| 4. \| Aurélien Paret-Peintre \| Francja \| AG2R Citroën Team \| + 19" \| \| 5. \| Julien Bernard \| Francja \| Trek-Segafredo \| + 31" \| \| 6. \| Bryan Coquard \| Francja \| Cofidis \| + 35" \| \| 7. \| Anthony Turgis \| Francja \| TotalEnergies \| + 35" \| \| 8. \| Nacer Bouhanni \| Francja \| Arkéa-Samsic \| + 35" \| \| 9. \| Anthony Perez \| Francja \| Cofidis \| + 35" \| \| 10. \| Marco Tizza \| Włochy \| Bingoal WB \| + 35" \| |                        |                   |                       |            |
| |                        |                   |                       |            |
| |                        |                   |                       |            |
| Klasyfikacja generalna |                        |                   |                       |            |
| Kolarz | Kolarz                 | Państwo           | Drużyna               | Czas       |
| 1. | Kévin Vauquelin        | Francja           | Arkéa-Samsic          | 4h 22' 57" |
| 2. | Neilson Powless        | Stany Zjednoczone | EF Education-EasyPost | + 9"       |
| 3. | Kevin Geniets          | Luksemburg        | Groupama-FDJ          | + 11"      |
| 4. | Aurélien Paret-Peintre | Francja           | AG2R Citroën Team     | + 19"      |
| 5. | Julien Bernard         | Francja           | Trek-Segafredo        | + 31"      |
| 6. | Bryan Coquard          | Francja           | Cofidis               | + 35"      |
| 7. | Anthony Turgis         | Francja           | TotalEnergies         | + 35"      |
| 8. | Nacer Bouhanni         | Francja           | Arkéa-Samsic          | + 35"      |
| 9. | Anthony Perez          | Francja           | Cofidis               | + 35"      |
| 10. | Marco Tizza            | Włochy            | Bingoal WB            | + 35"      |

### Etap 2
| Mandelieu-la-Napoule - Antibes | pagórkowaty | (179 km) |

| \| Klasyfikacja etapu \| Klasyfikacja etapu \| Klasyfikacja etapu \| Klasyfikacja etapu \| Klasyfikacja etapu \| \| Kolarz \| Kolarz \| Państwo \| Drużyna \| Czas \| \| ------------------ \| ------------------ \| ------------------ \| --------------------- \| ------------------ \| \| 1. \| Mattias Skjelmose \| Dania \| Trek-Segafredo \| 4h 06' 20" \| \| 2. \| Neilson Powless \| Stany Zjednoczone \| EF Education-EasyPost \| + 0" \| \| 3. \| Kévin Vauquelin \| Francja \| Arkéa-Samsic \| + 0" \| \| 4. \| Anthony Turgis \| Francja \| TotalEnergies \| + 0" \| \| 5. \| Benjamin Thomas \| Francja \| Cofidis \| + 0" \| \| 6. \| David Gaudu \| Francja \| Groupama-FDJ \| + 0" \| \| 7. \| Clément Venturini \| Francja \| AG2R Citroën Team \| + 0" \| \| 8. \| Samuel Watson \| Wielka Brytania \| Groupama-FDJ \| + 0" \| \| 9. \| Romain Bardet \| Francja \| Team DSM \| + 0" \| \| 10. \| Andrea Piccolo \| Włochy \| EF Education-EasyPost \| + 0" \| |                   |                   |                       |            |
| |                   |                   |                       |            |
| |                   |                   |                       |            |
| Klasyfikacja etapu |                   |                   |                       |            |
| Kolarz | Kolarz            | Państwo           | Drużyna               | Czas       |
| 1. | Mattias Skjelmose | Dania             | Trek-Segafredo        | 4h 06' 20" |
| 2. | Neilson Powless   | Stany Zjednoczone | EF Education-EasyPost | + 0"       |
| 3. | Kévin Vauquelin   | Francja           | Arkéa-Samsic          | + 0"       |
| 4. | Anthony Turgis    | Francja           | TotalEnergies         | + 0"       |
| 5. | Benjamin Thomas   | Francja           | Cofidis               | + 0"       |
| 6. | David Gaudu       | Francja           | Groupama-FDJ          | + 0"       |
| 7. | Clément Venturini | Francja           | AG2R Citroën Team     | + 0"       |
| 8. | Samuel Watson     | Wielka Brytania   | Groupama-FDJ          | + 0"       |
| 9. | Romain Bardet     | Francja           | Team DSM              | + 0"       |
| 10. | Andrea Piccolo    | Włochy            | EF Education-EasyPost | + 0"       |

| \| Klasyfikacja generalna \| Klasyfikacja generalna \| Klasyfikacja generalna \| Klasyfikacja generalna \| Klasyfikacja generalna \| \| Kolarz \| Kolarz \| Państwo \| Drużyna \| Czas \| \| ---------------------- \| ---------------------- \| ---------------------- \| ---------------------- \| ---------------------- \| \| 1. \| Kévin Vauquelin \| Francja \| Arkéa-Samsic \| 8h 29' 13" \| \| 2. \| Neilson Powless \| Stany Zjednoczone \| EF Education-EasyPost \| + 7" \| \| 3. \| Kevin Geniets \| Luksemburg \| Groupama-FDJ \| + 14" \| \| 4. \| Aurélien Paret-Peintre \| Francja \| AG2R Citroën Team \| + 23" \| \| 5. \| Mattias Skjelmose \| Dania \| Trek-Segafredo \| + 27" \| \| 6. \| Anthony Turgis \| Francja \| TotalEnergies \| + 39" \| \| 7. \| Marco Tizza \| Włochy \| Bingoal WB \| + 39" \| \| 8. \| Romain Bardet \| Francja \| Team DSM \| + 39" \| \| 9. \| Andrea Piccolo \| Włochy \| EF Education-EasyPost \| + 39" \| \| 10. \| Samuel Watson \| Wielka Brytania \| Groupama-FDJ \| + 39" \| |                        |                   |                       |            |
| |                        |                   |                       |            |
| |                        |                   |                       |            |
| Klasyfikacja generalna |                        |                   |                       |            |
| Kolarz | Kolarz                 | Państwo           | Drużyna               | Czas       |
| 1. | Kévin Vauquelin        | Francja           | Arkéa-Samsic          | 8h 29' 13" |
| 2. | Neilson Powless        | Stany Zjednoczone | EF Education-EasyPost | + 7"       |
| 3. | Kevin Geniets          | Luksemburg        | Groupama-FDJ          | + 14"      |
| 4. | Aurélien Paret-Peintre | Francja           | AG2R Citroën Team     | + 23"      |
| 5. | Mattias Skjelmose      | Dania             | Trek-Segafredo        | + 27"      |
| 6. | Anthony Turgis         | Francja           | TotalEnergies         | + 39"      |
| 7. | Marco Tizza            | Włochy            | Bingoal WB            | + 39"      |
| 8. | Romain Bardet          | Francja           | Team DSM              | + 39"      |
| 9. | Andrea Piccolo         | Włochy            | EF Education-EasyPost | + 39"      |
| 10. | Samuel Watson          | Wielka Brytania   | Groupama-FDJ          | + 39"      |

### Etap 3
| Villefranche-sur-Mer - Vence | pagórkowaty | (139 km) |

| \| Klasyfikacja etapu \| Klasyfikacja etapu \| Klasyfikacja etapu \| Klasyfikacja etapu \| Klasyfikacja etapu \| \| Kolarz \| Kolarz \| Państwo \| Drużyna \| Czas \| \| ------------------ \| ---------------------- \| ------------------ \| ------------------------ \| ------------------ \| \| 1. \| Aurélien Paret-Peintre \| Francja \| AG2R Citroën Team \| 4h 08' 45" \| \| 2. \| Mattias Skjelmose \| Dania \| Trek-Segafredo \| + 5" \| \| 3. \| Kévin Vauquelin \| Francja \| Arkéa-Samsic \| + 5" \| \| 4. \| Romain Bardet \| Francja \| Team DSM \| + 5" \| \| 5. \| Anthony Perez \| Francja \| Cofidis \| + 5" \| \| 6. \| Kevin Geniets \| Luksemburg \| Groupama-FDJ \| + 5" \| \| 7. \| Mathias Bregnhøj \| Dania \| Leopard TOGT Pro Cycling \| + 5" \| \| 8. \| Torstein Træen \| Norwegia \| Uno-X Pro Cycling Team \| + 5" \| \| 9. \| Neilson Powless \| Stany Zjednoczone \| EF Education-EasyPost \| + 5" \| \| 10. \| Felix Gall \| Austria \| AG2R Citroën Team \| + 5" \| |                        |                   |                          |            |
| |                        |                   |                          |            |
| |                        |                   |                          |            |
| Klasyfikacja etapu |                        |                   |                          |            |
| Kolarz | Kolarz                 | Państwo           | Drużyna                  | Czas       |
| 1. | Aurélien Paret-Peintre | Francja           | AG2R Citroën Team        | 4h 08' 45" |
| 2. | Mattias Skjelmose      | Dania             | Trek-Segafredo           | + 5"       |
| 3. | Kévin Vauquelin        | Francja           | Arkéa-Samsic             | + 5"       |
| 4. | Romain Bardet          | Francja           | Team DSM                 | + 5"       |
| 5. | Anthony Perez          | Francja           | Cofidis                  | + 5"       |
| 6. | Kevin Geniets          | Luksemburg        | Groupama-FDJ             | + 5"       |
| 7. | Mathias Bregnhøj       | Dania             | Leopard TOGT Pro Cycling | + 5"       |
| 8. | Torstein Træen         | Norwegia          | Uno-X Pro Cycling Team   | + 5"       |
| 9. | Neilson Powless        | Stany Zjednoczone | EF Education-EasyPost    | + 5"       |
| 10. | Felix Gall             | Austria           | AG2R Citroën Team        | + 5"       |

## Klasyfikacje

### Klasyfikacja generalna
| \| Klasyfikacja generalna \| Klasyfikacja generalna \| Klasyfikacja generalna \| Klasyfikacja generalna \| Klasyfikacja generalna \| \| Kolarz \| Kolarz \| Państwo \| Drużyna \| Czas \| \| ---------------------- \| ---------------------- \| ---------------------- \| ---------------------- \| ---------------------- \| \| 1. \| Kévin Vauquelin \| Francja \| Arkéa-Samsic \| 11h 37' 58" \| \| 2. \| Aurélien Paret-Peintre \| Francja \| AG2R Citroën Team \| + 7" \| \| 3. \| Neilson Powless \| Stany Zjednoczone \| EF Education-EasyPost \| + 10" \| \| 4. \| Kevin Geniets \| Luksemburg \| Groupama-FDJ \| + 19" \| \| 5. \| Mattias Skjelmose \| Dania \| Trek-Segafredo \| + 26" \| \| 6. \| Felix Gall \| Austria \| AG2R Citroën Team \| + 42" \| \| 7. \| David Gaudu \| Francja \| Groupama-FDJ \| + 43" \| \| 8. \| Romain Bardet \| Francja \| Team DSM \| + 44" \| \| 9. \| Anthony Perez \| Francja \| Cofidis \| + 44" \| \| 10. \| Torstein Træen \| Norwegia \| Uno-X Pro Cycling Team \| + 44" \| |                        |                   |                        |             |
| |                        |                   |                        |             |
| Źródło: ProCyclingStats |                        |                   |                        |             |
| Klasyfikacja generalna |                        |                   |                        |             |
| Kolarz | Kolarz                 | Państwo           | Drużyna                | Czas        |
| 1. | Kévin Vauquelin        | Francja           | Arkéa-Samsic           | 11h 37' 58" |
| 2. | Aurélien Paret-Peintre | Francja           | AG2R Citroën Team      | + 7"        |
| 3. | Neilson Powless        | Stany Zjednoczone | EF Education-EasyPost  | + 10"       |
| 4. | Kevin Geniets          | Luksemburg        | Groupama-FDJ           | + 19"       |
| 5. | Mattias Skjelmose      | Dania             | Trek-Segafredo         | + 26"       |
| 6. | Felix Gall             | Austria           | AG2R Citroën Team      | + 42"       |
| 7. | David Gaudu            | Francja           | Groupama-FDJ           | + 43"       |
| 8. | Romain Bardet          | Francja           | Team DSM               | + 44"       |
| 9. | Anthony Perez          | Francja           | Cofidis                | + 44"       |
| 10. | Torstein Træen         | Norwegia          | Uno-X Pro Cycling Team | + 44"       |

| Klasyfikacja punktowa | Klasyfikacja punktowa      | Klasyfikacja punktowa | Klasyfikacja punktowa      | Klasyfikacja punktowa |
| Kolarz                | Kolarz                     | Państwo               | Drużyna                    | Punkty                |
| --------------------- | -------------------------- | --------------------- | -------------------------- | --------------------- |
| 1.                    | Mattias Skjelmose          | Dania                 | Trek-Segafredo             | 30 pkt                |
| 2.                    | Aurélien Paret-Peintre     | Francja               | AG2R Citroën Team          | 24 pkt                |
| 3.                    | Kévin Vauquelin            | Francja               | Arkéa-Samsic               | 24 pkt                |
| 4.                    | Neilson Powless            | Stany Zjednoczone     | EF Education-EasyPost      | 22 pkt                |
| 5.                    | Jean-Louis Le Ny           | Francja               | Nice Métropole Côte d'Azur | 10 pkt                |
| 6.                    | Julien Bernard             | Francja               | Trek-Segafredo             | 8 pkt                 |
| 7.                    | Bryan Coquard              | Francja               | Cofidis                    | 6 pkt                 |
| 8.                    | Kevin Geniets              | Luksemburg            | Groupama-FDJ               | 6 pkt                 |
| 9.                    | Mads Østergaard Kristensen | Dania                 | Leopard TOGT Pro Cycling   | 6 pkt                 |
| 10.                   | Felix Gall                 | Austria               | AG2R Citroën Team          | 4 pkt                 |

| Klasyfikacja punktowa | Klasyfikacja punktowa      | Klasyfikacja punktowa | Klasyfikacja punktowa      | Klasyfikacja punktowa |
| Kolarz                | Kolarz                     | Państwo               | Drużyna                    | Punkty                |
| --------------------- | -------------------------- | --------------------- | -------------------------- | --------------------- |
| 1.                    | Mattias Skjelmose          | Dania                 | Trek-Segafredo             | 30 pkt                |
| 2.                    | Aurélien Paret-Peintre     | Francja               | AG2R Citroën Team          | 24 pkt                |
| 3.                    | Kévin Vauquelin            | Francja               | Arkéa-Samsic               | 24 pkt                |
| 4.                    | Neilson Powless            | Stany Zjednoczone     | EF Education-EasyPost      | 22 pkt                |
| 5.                    | Jean-Louis Le Ny           | Francja               | Nice Métropole Côte d'Azur | 10 pkt                |
| 6.                    | Julien Bernard             | Francja               | Trek-Segafredo             | 8 pkt                 |
| 7.                    | Bryan Coquard              | Francja               | Cofidis                    | 6 pkt                 |
| 8.                    | Kevin Geniets              | Luksemburg            | Groupama-FDJ               | 6 pkt                 |
| 9.                    | Mads Østergaard Kristensen | Dania                 | Leopard TOGT Pro Cycling   | 6 pkt                 |
| 10.                   | Felix Gall                 | Austria               | AG2R Citroën Team          | 4 pkt                 |

| Klasyfikacja górska | Klasyfikacja górska        | Klasyfikacja górska | Klasyfikacja górska   | Klasyfikacja górska |
| Kolarz              | Kolarz                     | Państwo             | Drużyna               | Punkty              |
| ------------------- | -------------------------- | ------------------- | --------------------- | ------------------- |
| 1.                  | David Gaudu                | Francja             | Groupama-FDJ          | 34 pkt              |
| 2.                  | Romain Bardet              | Francja             | Team DSM              | 18 pkt              |
| 3.                  | Romain Grégoire            | Francja             | Groupama-FDJ          | 16 pkt              |
| 4.                  | Aurélien Paret-Peintre     | Francja             | AG2R Citroën Team     | 16 pkt              |
| 5.                  | Mathieu Burgaudeau         | Francja             | TotalEnergies         | 12 pkt              |
| 6.                  | Marco Brenner              | Niemcy              | Team DSM              | 12 pkt              |
| 7.                  | Julien Bernard             | Francja             | Trek-Segafredo        | 10 pkt              |
| 8.                  | Hugh Carthy                | Wielka Brytania     | EF Education-EasyPost | 10 pkt              |
| 9.                  | Jefferson Alexander Cepeda | Ekwador             | EF Education-EasyPost | 10 pkt              |
| 10.                 | Victor Lafay               | Francja             | Cofidis               | 8 pkt               |

| Klasyfikacja górska | Klasyfikacja górska        | Klasyfikacja górska | Klasyfikacja górska   | Klasyfikacja górska |
| Kolarz              | Kolarz                     | Państwo             | Drużyna               | Punkty              |
| ------------------- | -------------------------- | ------------------- | --------------------- | ------------------- |
| 1.                  | David Gaudu                | Francja             | Groupama-FDJ          | 34 pkt              |
| 2.                  | Romain Bardet              | Francja             | Team DSM              | 18 pkt              |
| 3.                  | Romain Grégoire            | Francja             | Groupama-FDJ          | 16 pkt              |
| 4.                  | Aurélien Paret-Peintre     | Francja             | AG2R Citroën Team     | 16 pkt              |
| 5.                  | Mathieu Burgaudeau         | Francja             | TotalEnergies         | 12 pkt              |
| 6.                  | Marco Brenner              | Niemcy              | Team DSM              | 12 pkt              |
| 7.                  | Julien Bernard             | Francja             | Trek-Segafredo        | 10 pkt              |
| 8.                  | Hugh Carthy                | Wielka Brytania     | EF Education-EasyPost | 10 pkt              |
| 9.                  | Jefferson Alexander Cepeda | Ekwador             | EF Education-EasyPost | 10 pkt              |
| 10.                 | Victor Lafay               | Francja             | Cofidis               | 8 pkt               |

| Klasyfikacja młodzieżowa | Klasyfikacja młodzieżowa | Klasyfikacja młodzieżowa | Klasyfikacja młodzieżowa          | Klasyfikacja młodzieżowa |
| Kolarz                   | Kolarz                   | Państwo                  | Drużyna                           | Czas                     |
| ------------------------ | ------------------------ | ------------------------ | --------------------------------- | ------------------------ |
| 1.                       | Kévin Vauquelin          | Francja                  | Arkéa-Samsic                      | 11h 37' 58"              |
| 2.                       | Mattias Skjelmose        | Dania                    | Trek-Segafredo                    | + 26"                    |
| 3.                       | Romain Grégoire          | Francja                  | Groupama-FDJ                      | + 1' 29"                 |
| 4.                       | Lennert Van Eetvelt      | Belgia                   | Lotto Dstny                       | + 1' 29"                 |
| 5.                       | Thomas Gachignard        | Francja                  | Saint Michel-Mavic-Auber 93       | + 1' 38"                 |
| 6.                       | Max Poole                | Wielka Brytania          | Team DSM                          | + 8' 30"                 |
| 7.                       | Jordan Jegat             | Francja                  | CIC U Nantes Atlantique           | + 10' 00"                |
| 8.                       | Harold Martín López      | Ekwador                  | Astana Qazaqstan Development Team | + 10' 00"                |
| 9.                       | Bastien Tronchon         | Francja                  | AG2R Citroën Team                 | + 11' 41"                |
| 10.                      | Martin Urianstad         | Norwegia                 | Uno-X Pro Cycling Team            | + 12' 24"                |

| Klasyfikacja młodzieżowa | Klasyfikacja młodzieżowa | Klasyfikacja młodzieżowa | Klasyfikacja młodzieżowa          | Klasyfikacja młodzieżowa |
| Kolarz                   | Kolarz                   | Państwo                  | Drużyna                           | Czas                     |
| ------------------------ | ------------------------ | ------------------------ | --------------------------------- | ------------------------ |
| 1.                       | Kévin Vauquelin          | Francja                  | Arkéa-Samsic                      | 11h 37' 58"              |
| 2.                       | Mattias Skjelmose        | Dania                    | Trek-Segafredo                    | + 26"                    |
| 3.                       | Romain Grégoire          | Francja                  | Groupama-FDJ                      | + 1' 29"                 |
| 4.                       | Lennert Van Eetvelt      | Belgia                   | Lotto Dstny                       | + 1' 29"                 |
| 5.                       | Thomas Gachignard        | Francja                  | Saint Michel-Mavic-Auber 93       | + 1' 38"                 |
| 6.                       | Max Poole                | Wielka Brytania          | Team DSM                          | + 8' 30"                 |
| 7.                       | Jordan Jegat             | Francja                  | CIC U Nantes Atlantique           | + 10' 00"                |
| 8.                       | Harold Martín López      | Ekwador                  | Astana Qazaqstan Development Team | + 10' 00"                |
| 9.                       | Bastien Tronchon         | Francja                  | AG2R Citroën Team                 | + 11' 41"                |
| 10.                      | Martin Urianstad         | Norwegia                 | Uno-X Pro Cycling Team            | + 12' 24"                |

| Klasyfikacja drużynowa | Klasyfikacja drużynowa | Klasyfikacja drużynowa | Klasyfikacja drużynowa |
| Drużyna                | Drużyna                | Państwo                | Czas                   |
| ---------------------- | ---------------------- | ---------------------- | ---------------------- |
| 1.                     | Groupama-FDJ           | Francja                | 34h 55' 49"            |
| 2.                     | AG2R Citroën Team      | Francja                | + 50"                  |
| 3.                     | Trek-Segafredo         | Stany Zjednoczone      | + 2' 55"               |
| 4.                     | EF Education-EasyPost  | Stany Zjednoczone      | + 7' 25"               |
| 5.                     | Cofidis                | Francja                | + 9' 29"               |

| Klasyfikacja drużynowa | Klasyfikacja drużynowa | Klasyfikacja drużynowa | Klasyfikacja drużynowa |
| Drużyna                | Drużyna                | Państwo                | Czas                   |
| ---------------------- | ---------------------- | ---------------------- | ---------------------- |
| 1.                     | Groupama-FDJ           | Francja                | 34h 55' 49"            |
| 2.                     | AG2R Citroën Team      | Francja                | + 50"                  |
| 3.                     | Trek-Segafredo         | Stany Zjednoczone      | + 2' 55"               |
| 4.                     | EF Education-EasyPost  | Stany Zjednoczone      | + 7' 25"               |
| 5.                     | Cofidis                | Francja                | + 9' 29"               |

### Liderzy klasyfikacji
| Etap   |             | Pierwsze miejsce _     | Klasyfikacja generalna | Punktowa          | Górska             | Młodzieżowa     | Drużynowa _  |
| ------ | ----------- | ---------------------- | ---------------------- | ----------------- | ------------------ | --------------- | ------------ |
| 1      | pagórkowaty | Kévin Vauquelin        | Kévin Vauquelin        | Kévin Vauquelin   | Kévin Vauquelin    | Kévin Vauquelin | Arkéa-Samsic |
| 2      | pagórkowaty | Mattias Skjelmose      | Kévin Vauquelin        | Mattias Skjelmose | Mathieu Burgaudeau | Kévin Vauquelin | Groupama-FDJ |
| 3      | pagórkowaty | Aurélien Paret-Peintre | Kévin Vauquelin        | Mattias Skjelmose | David Gaudu        | Kévin Vauquelin | Groupama-FDJ |
| Koniec | Koniec      |                        | Kévin Vauquelin        | Mattias Skjelmose | David Gaudu        | Kévin Vauquelin | Groupama-FDJ |